# Cornelis Jacobus Langenhoven
Cornelis Jacobus Langenhoven (13 août 1873 – 15 juillet 1932) est un magistrat, écrivain et homme politique d'Afrique du Sud, issu de la communauté afrikaner. Il est l'auteur d'une cinquantaine d'ouvrages et des paroles de l'hymne national d'Afrique du Sud de 1927 à 1994, Die Stem van Suid-Afrika, co-hymne national sud-africain depuis 1994.

## Biographie
C. J. Langenhoven est né près de Ladismith dans la colonie du Cap. Sa mère meurt cinq jours après sa naissance ; il est élevé par son oncle et sa tante. 
Il effectue sa scolarité primaire et secondaire à Ladysmith et Riversdale avant de poursuivre ses études au Collège Victoria de Stellenbosch. Il est diplômé en 1895. 
Langenhoven étudie le droit et en 1899 obtient sa licence à l'université du Cap de Bonne Espérance au Cap. Il devient alors procureur au Cap et à Oudtshoorn.
En 1897, il épouse Magdalena Maria Hugo. Le couple a un seul enfant, une fille prénommée Engela, née en 1901. 
En 1912, il publie dans le journal Het Zuid-Westen un éditorial engagé en faveur de l'afrikaans et plus particulièrement de l'apprentissage de l'afrikaans à la place du néerlandais dans les écoles sud-africaines.  
En 1914, Langenhoven devint député au parlement sud-africain sous les couleurs du parti sud-africain où il se fit connaître pour son activisme en faveur de la reconnaissance officielle de la langue afrikaans. Il cofonde à cette époque Die Burger, un journal de langue afrikaans.
En 1918, C. J. Langenhoven rédige un poème qui deviendra en 1927 hymne national. Il traduit également en afrikaans les poèmes d'Omar Khayyam. Il est l'auteur du premier roman policier de langue afrikaans Donker Spore en 1926. 
En 1931, il est fait docteur honoris causa de l'université de Stellenbosch.

## Postérité
Outre les paroles de l'hymne national d'Afrique du Sud, le centre universitaire de l'université de Stellenbosch a été baptisé en son honneur. 
Le réalisateur Manie van Rensburg a réalisé en 1983 Sagmoedige Neelsie sur la base de l'œuvre de Langenhoven.
Sa maison de Oudtshoorn est un musée depuis 1955.

## Publications diverses (essais, poèmes, romans)

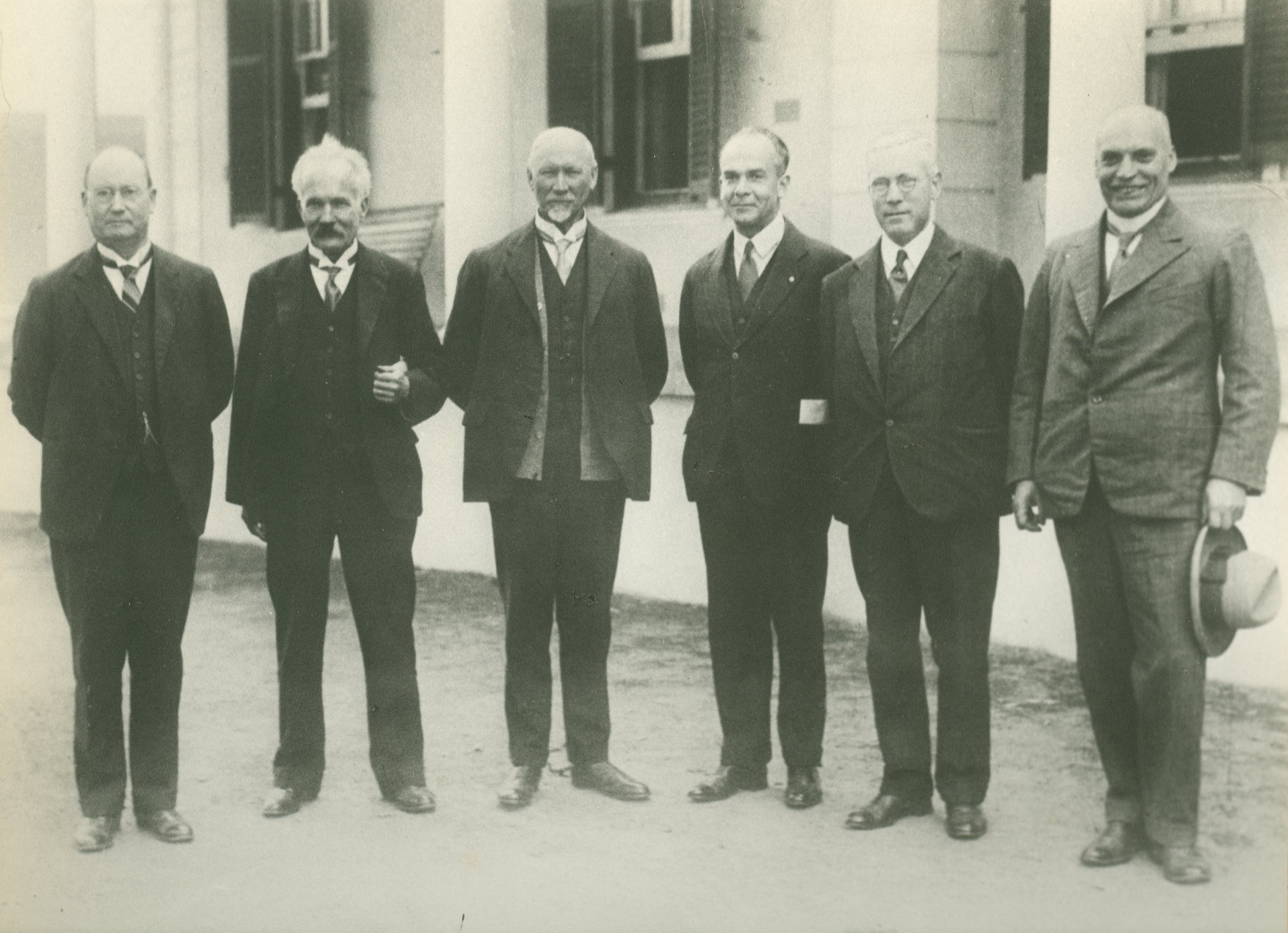
Daniel François Malan, CJ Langenhoven, Jan Smuts, Hendrik Johannes Van der Byl, Petrus Johannes Du Toit et François Stephanus Malan, à l'université de Stellenbosch en 1931

- Lets over arbiters en arbitraties, 1906
- Die Hoop van Suid-Afrika, 1913
- Die Vrou van Suid-Afrika, 1918
- Eerste skoffies op die pad van Suid-Afrika, 1921
- Republicans and sinners, 1918
- The everlasting annexation, 1919
- Twee geskiedkundige opstelle, 1919
- Die goeie burger, 1928
- Goud of Papier ?, 1929
- Die witman se pand, 1929
- A first guide to Afrikaans, 1926
- Hoe om te skrywe, 1931
- Die opdraende pad, 1923
- Afrikaanse verjaardag-boekie, 1912
- Skaduwees van Nasaret, 1927 (Prix Hertzog)
- Petronella, 1931
- Die laaste van die takhare, 1925
- Die kinderparlement, 1927
- Die eensame hoop, 1922
- Brolloks en Bittergal, 1925
- Mof en sy mense, 1926
- Die Krismiskinders, 1927
- Die boekie sonder naam, 1928
- Die wandelende geraamte, 1930
- U dienswillige dienaar (auto-biographie publiée en 1932)
- Oor opstelle, (posthume), 1937